# Slater-Marietta
Slater-Marietta est une census-designated place située dans le comté de Greenville, dans l’État de Caroline du Sud, aux États-Unis. Lors du recensement de 2020, elle comptait 2 087 habitants.